# Michael Schweizer (cyclisme, 1983)
Pour les articles homonymes, voir Michael Schweizer et Schweizer.
Michael Schweizer, né le 16 décembre 1983 à Aix-la-Chapelle, est un coureur cycliste allemand. Son frère cadet Christoph est également coureur cycliste.

## Biographie
Michael Schweizer naît le 16 décembre 1983 à Aix-la-Chapelle en Allemagne.
Il est recruté en 2014 par l'équipe Synergy Baku Project.

## Palmarès
- 2007[1]
  - Critérium de Levallois-Perret
- 2008[1]
  -  Médaillé d'argent au championnat du monde universitaire sur route
- 2009
  - Critérium de Levallois-Perret
  - 2e étape du Tour de la province de Liège
  - 3e du Tour de Düren
- 2010
  - 2e du Tour de Düren
  - 2e du Kernen Omloop Echt-Susteren
  - 3e du Ronde van Midden-Nederland
- 2011
  - Critérium de Levallois-Perret
  - 3e du Ronde van Midden-Nederland
- 2012
  - Tour de Düren
  - 2e étape des Cinq anneaux de Moscou
- 2013
  - 2e étape de la Course de Solidarność et des champions olympiques
  - 3e du Ronde van Midden-Nederland
- 2015
  - Classement général du Tour de Toowoomba
  - 3e étape du Tour of the King Valley
  - 5e étape du Tour de Tasmanie
  - 2e étape du Tour d'Al Zubarah
  - 2e du National Road Series
  - 3e du Tour of the Great South Coast

## Classements mondiaux
| Année           | 2009 | 2010 | 2011 | 2012 | 2013 | 2014 |
| --------------- | ---- | ---- | ---- | ---- | ---- | ---- |
| UCI Asia Tour   |      |      |      |      | 228e | 427e |
| UCI Europe Tour | 699e | 187e | 479e | 241e | 318e | 443e |